# Vera Drake
Vera Drake är en brittisk-fransk-nyzeeländsk film från 2004 i regi av Mike Leigh.

## Handling
Vera Drake (Imelda Staunton) är en kvinna av många betraktad som omtänksam och mycket vänlig. Drake hjälper dem som är i behov av hjälp och det är inte få i efterkrigstidens England. De knappa resurser som hon trots allt har är till gagn för många inte minst hennes egen familj som hon med kärlek och omsorg tar hand om. I Vera Drakes tillvaro finns det dock en häpnadsväckande hemlighet.

## Om filmen
Filmen har belönats med flera priser.
- 2004 European Film Awards 2004:  Bästa europeiska kvinnliga skådespelare - Imelda Staunton och nominerad för bästa film.
- 2004 Filmfestivalen i Venedig: Vinnare av Guldlejonet: bästa film och bästa kvinnliga skådespelare - Imelda Staunton.
- 2004 British Independent Film Awards: Belönades med bästa kvinnliga skådespelare och nominerades för bland annat bästa film, bästa regi - Mike Leigh.
- 2005 Oscar: Imelda Staunton är nominerad till en Oscar för sin roll som Vera Drake dessutom är filmen nominerad inom kategorin bästa regi och bästa originalmanus.
- 2005 Golden Globe: Nominerad för "bästa prestation av kvinnlig filmskådespelare inom kategorin drama.
- 2005 BAFTA: Bästa regissör, bästa kvinnliga skådespelare och bästa kollektionsdesign.

## Tagline
- Wife. Mother. Criminal.

## Rollista (i urval)
- Imelda Staunton - Vera Drake
- Richard Graham - George
- Eddie Marsan - Reg
- Anna Keaveney - Nellie
- Alex Kelly - Ethel Drake, Veras dotter
- Daniel Mays - Sid Drake, Veras son
- Philip Davis - Stan Drake, Veras man
- Lesley Manville - Mrs Wells
- Sally Hawkins - Susan Wells
- Simon Chandler - Mr Wells
- Sam Troughton - David
- Marion Bailey - Mrs Fowler
- Sandra Voe - Veras mor
- Chris O'Dowd - Sids kund
- Adrian Scarborough - Frank Drake, Stans bror
- Heather Craney - Joyce Drake, Franks fru
- Jim Broadbent - domare
- Lesley Sharp - Jessie Barnes